# Fòrum Triangular
El Fòrum Triangular és un fòrum de l'època romana, sepultat per l'erupció del Vesuvi l'any 79 i descobert durant les excavacions arqueològiques realitzades en l'antiga Pompeia. La plaça s'utilitzava principalment per a les carreres eqüestres i com a lloc de descans, a l'espera d'assistir a les representacions dels teatres situats a les proximitats. A la zona sud del fòrum s'emplaçava un temple dòric, així com un tolos i d'altres construccions sagrades.

## Història
La zona del Fòrum Triangular és una de les àrees sagrades més antigues de la ciutat. Ja en la segona meitat del segle vi aC, en l'època arcaica, existia un temple dòric dedicat a Atena i al culte d'Hèracles, el mític fundador de Pompeia. El fòrum es va construir entorn el segle ii aC, en la part meridional del pujol on es va aixecar la localitat, com a part d'una actuació urbana de reordenació de l'àrea dels teatres. A la fi del període samnita es va restaurar el temple dòric i la zona va ser urbanitzada amb edificis monumentals. Durant aquests anys també es va ampliar el fòrum principal de Pompeia. En època d'August, entre els segles I aC i I, es van rehabilitar les estructures més antigues i es van afegir monuments honoraris i culturals. Després del devastador terratrèmol del 62 es van realitzar diverses obres de reconstrucció. L'any 79, el fòrum va ser sepultat per l'erupció volcànica del Vesuvi sota una capa de cendres i lapil·li, com la resta de la ciutat. A la fi del segle xviii es va descobrir, després de les excavacions arqueològiques promogudes per la dinastia borbònica.

## Descripció
El Fòrum Triangular, anomenat així per la forma geomètrica inusual de triangle, està situat en la vora d'un penya-segat creat a partir d'una antiga colada de lava. Els tres vèrtexs del triangle estan situats al nord, al sud-oest i al sud-est, i els dos costats convergents en el vèrtex nord són els de major longitud. Aquests dos costats es materialitzaven en dos pòrtics, situats respectivament a l'est i a l'oest de l'àrea, i formats per una columnata de 95 columnes d'orde dòric. Sobre les columnes es recolzava un arquitrau longitudinal que mancava d'un segon orde superior. El costat sud no es tancava amb cap columnata, per permetre la visió del temple dòric des del mar i per la proximitat a la vora del precipici.
L'entrada al recinte es localitzava en el vèrtex nord del triangle. L'accés estava situat en l'actual via del temple d'Isis, al costat de la palestra samnita i on també desemboca la via dels Teatres. Estava constituït per un propileu, format per sis columnes d'ordre jònic i dos semi columnes sobre les quals es recolzava un arquitrau. El conjunt estava construït amb tuf volcànic i formava una entrada monumental al fòrum i al Teatre Gran. L'entrada es feia a través de dues portes situades a continuació del propileu, en un mur realitzat amb opus incertum. Originàriament només existia una porta, ja que la segona, de major grandària, es va obrir durant els treballs de restauració realitzats després del terratrèmol del 62.

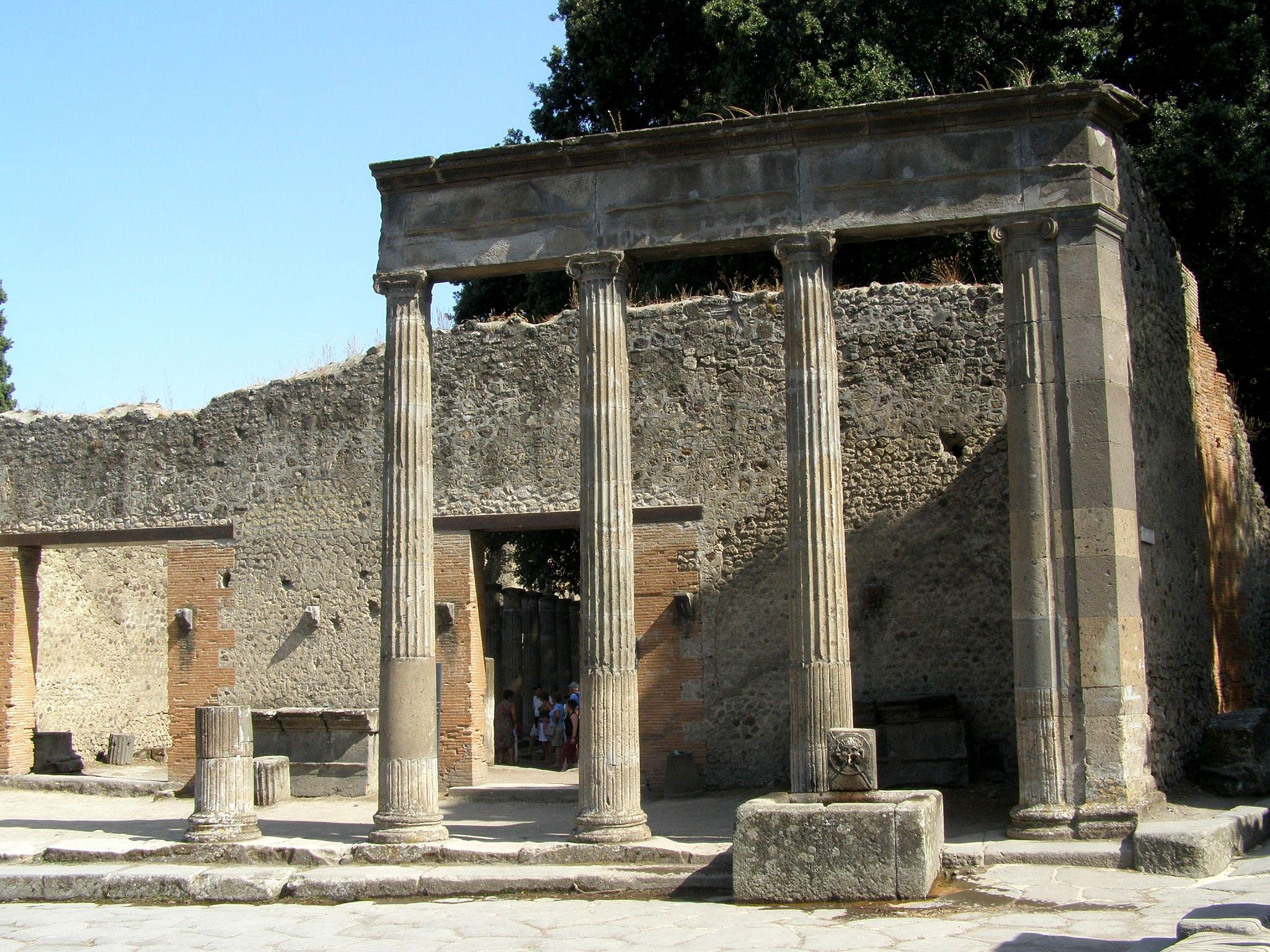
Propileu d'accés al fòrum triangular.

A la zona de l'entrada hi havia també una petita font pública, de la qual es conserva únicament un suport de marbre. Sobre un pedestal proper descansava l'estàtua de Marc Claudi Marcel, nebot d'August. En el costat est, un petit mur delimitava l'àrea on probablement es feien les carreres de cavalls o les competicions d'atletisme. En el mur oriental de tancament s'obrien tres petites sortides que conduïen al Teatre Gran, a l'Odèon i a la palestra samnita.
En la part sud del fòrum se situava un temple dòric, construït el segle vi aC i dedicat probablement a Hèracles i a Minerva. Enfront de l'entrada del temple se situava un edifici de forma quadrada que s'obria cap a l'escalinata, i en el seu interior hi havia un petit recinte que possiblement fos la tomba del fundador de Pompeia. A continuació se situava un tolos, un edifici circular de quatre metres de diàmetre, format per set columnes dòriques de tova disposades al voltant d'un pou sagrat i cobert amb un sostre cònic. Va ser edificat per ordre del magistrat Numeri Trebi, com s'indica en una inscripció osca de l'arquitrau. En la cantonada sud-est del fòrum es van col·locar tres altars de tova, mentre que en l'escaira sud-oest hi havia un banc de pedra semicircular decorat amb uns peus de lleó, que va ser ordenat construir pels duumvirs Luci Sepuni Sandilià i Marco Hereni Epidià. La seva finalitat era la de gaudir de les espectaculars vistes a la plana i a la badia de Nàpols. En la part posterior hi havia un rellotge de sol amb la següent inscripció:
| « | «L(ucius) Sepunius L(ucii) F(ilius) Sandilianus M(arcus) Herennius A(uli) F(ilius) Epidianus duo viri I(ure) D(icundo) sco(lam) et horo(logium) (De Sua Pecunia Faciundum curarunt)» | Luci Sepuni Sandilià fill de Lluci, i Marc Herenni Epidià fill d'Aulo, duumvirs amb autoritat judicial, van ordenar construir una escola i un rellotge de sol (a expenses pròpies)» | » |

## Galeria

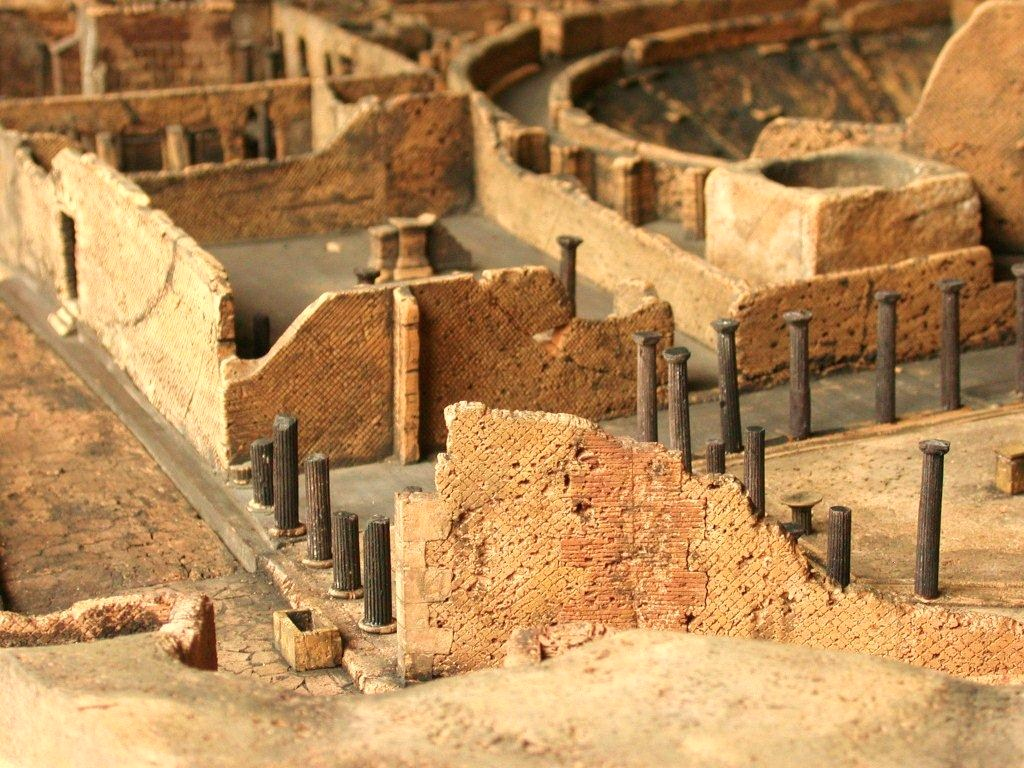
Vista detallada del fòrum Triangular, amb el propileu en primer pla i part dels dos pòrtics longitudinals. Darrere s'aprecien la palestra samnita i el Teatre Gran. Maqueta exposada al Museu Arqueològic Nacional de Nàpols.
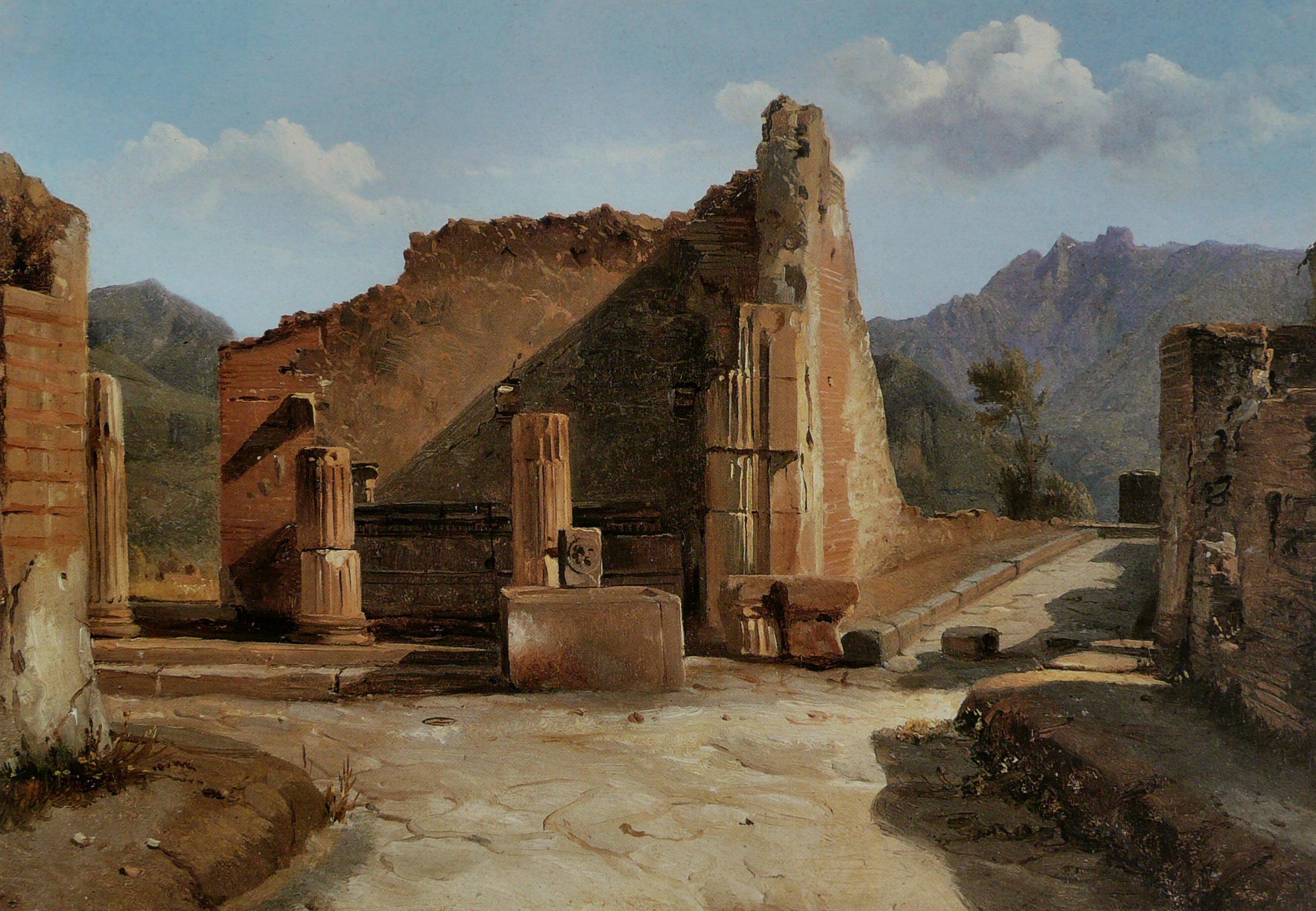
El Forum Triangular a Pompeia, d'Achille Etna Michallon (anys 1820)
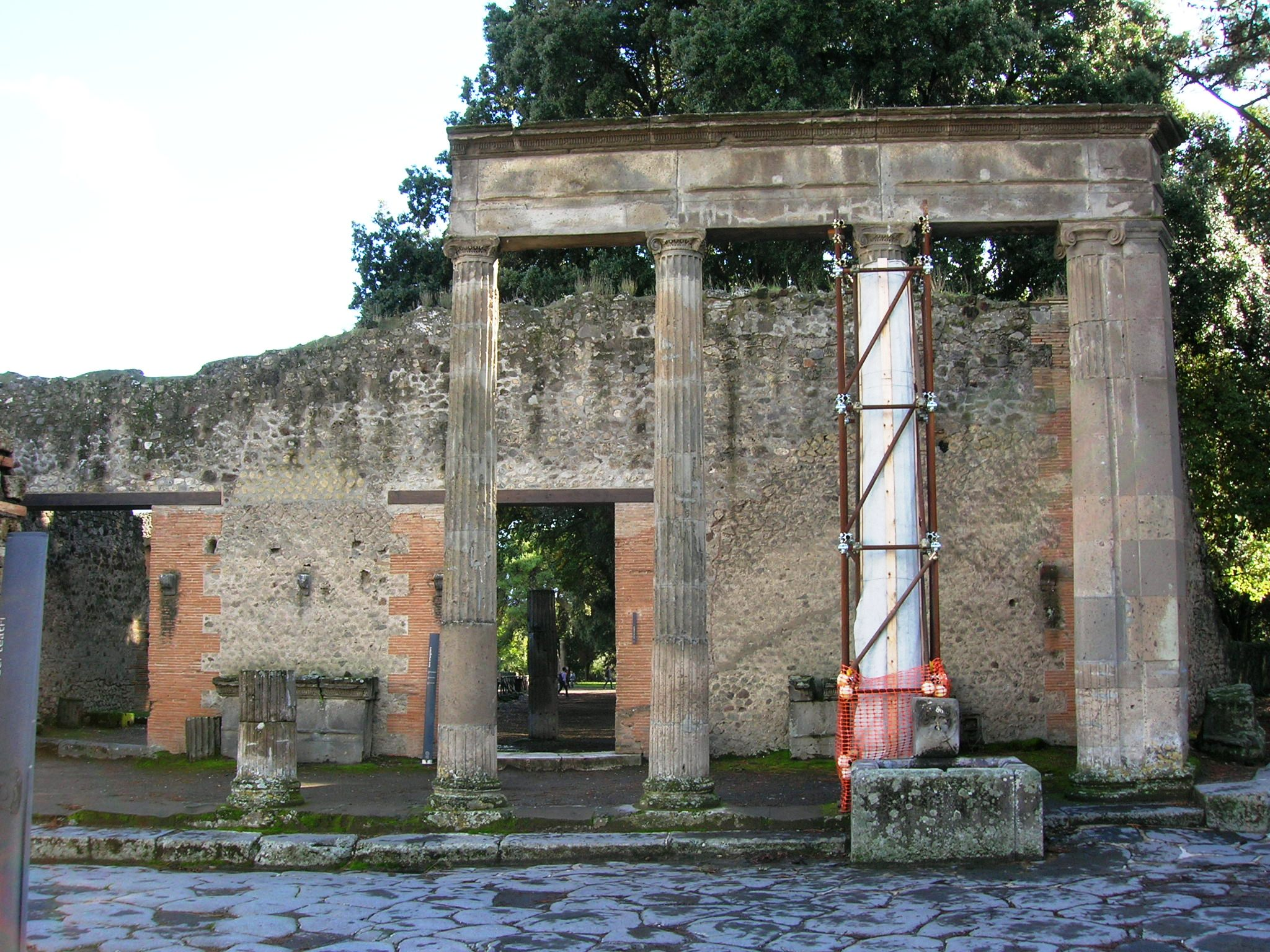
Vista del propileu
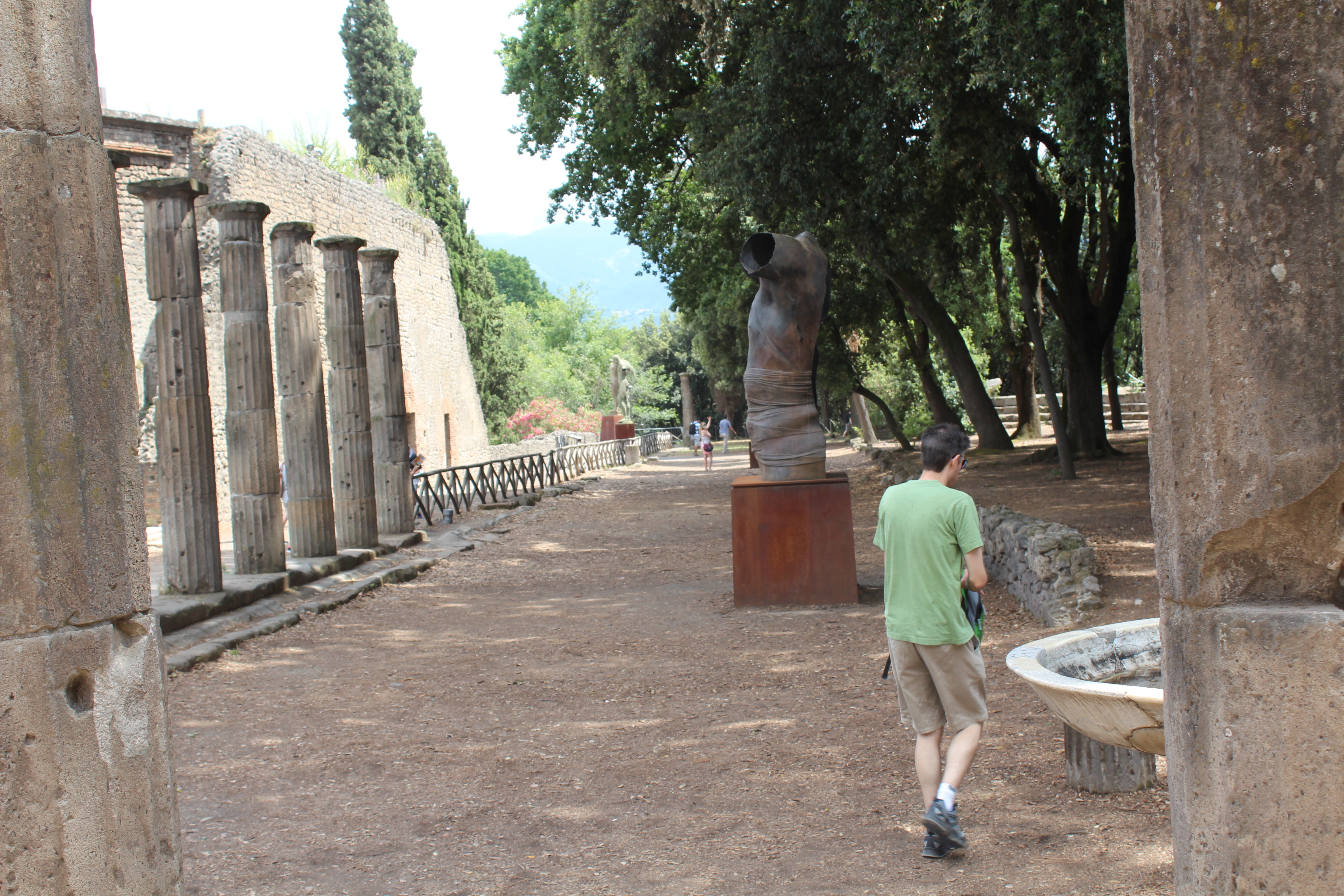
Vista de la columnata est des de l'accés nord. A la dreta s'aprecia part del muret que separava l'àrea sagrada i la zona de competicions esportives.
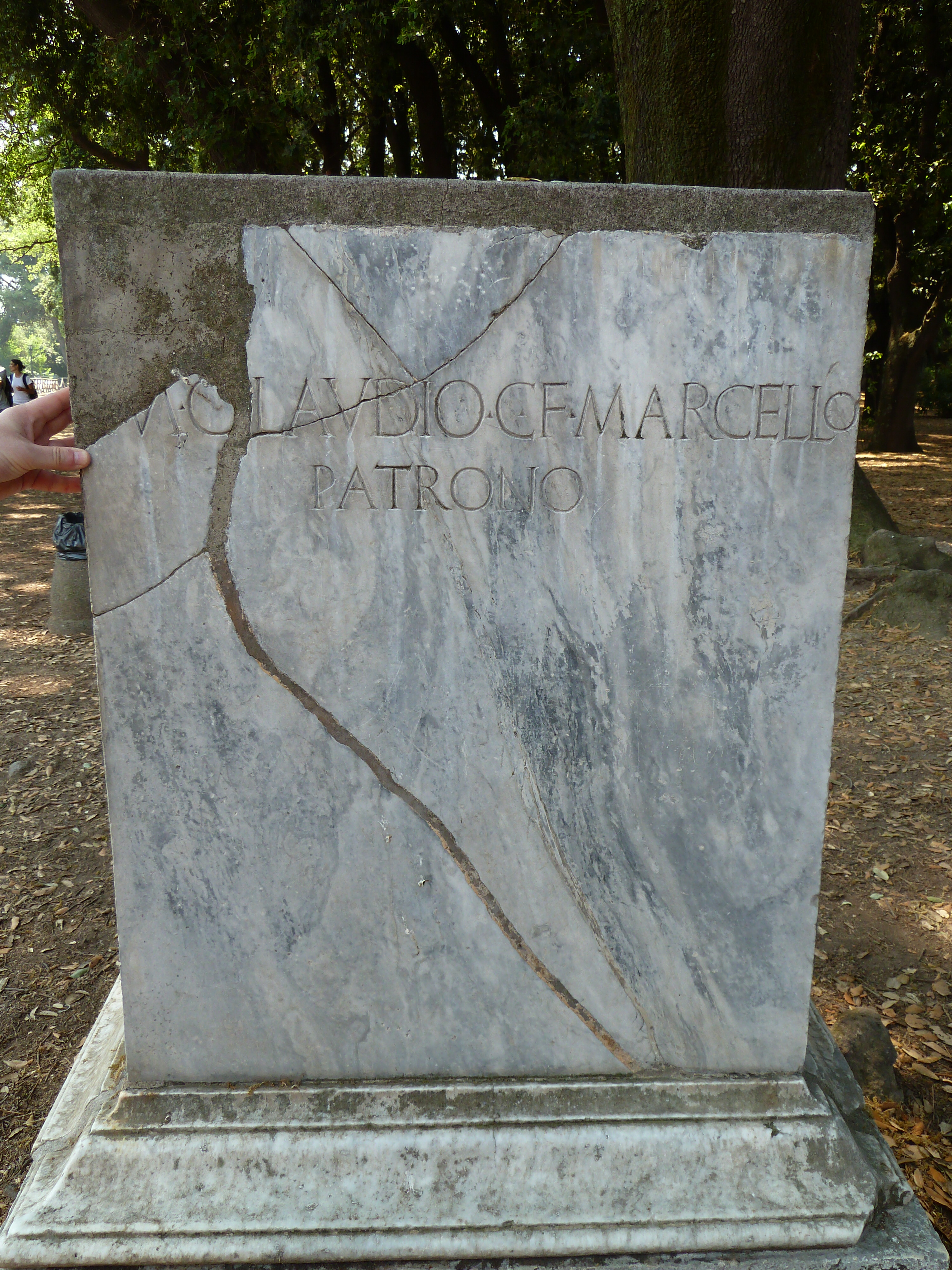
Pedestal on s'ubicava l'estàtua de Marc Claudi Marcel.
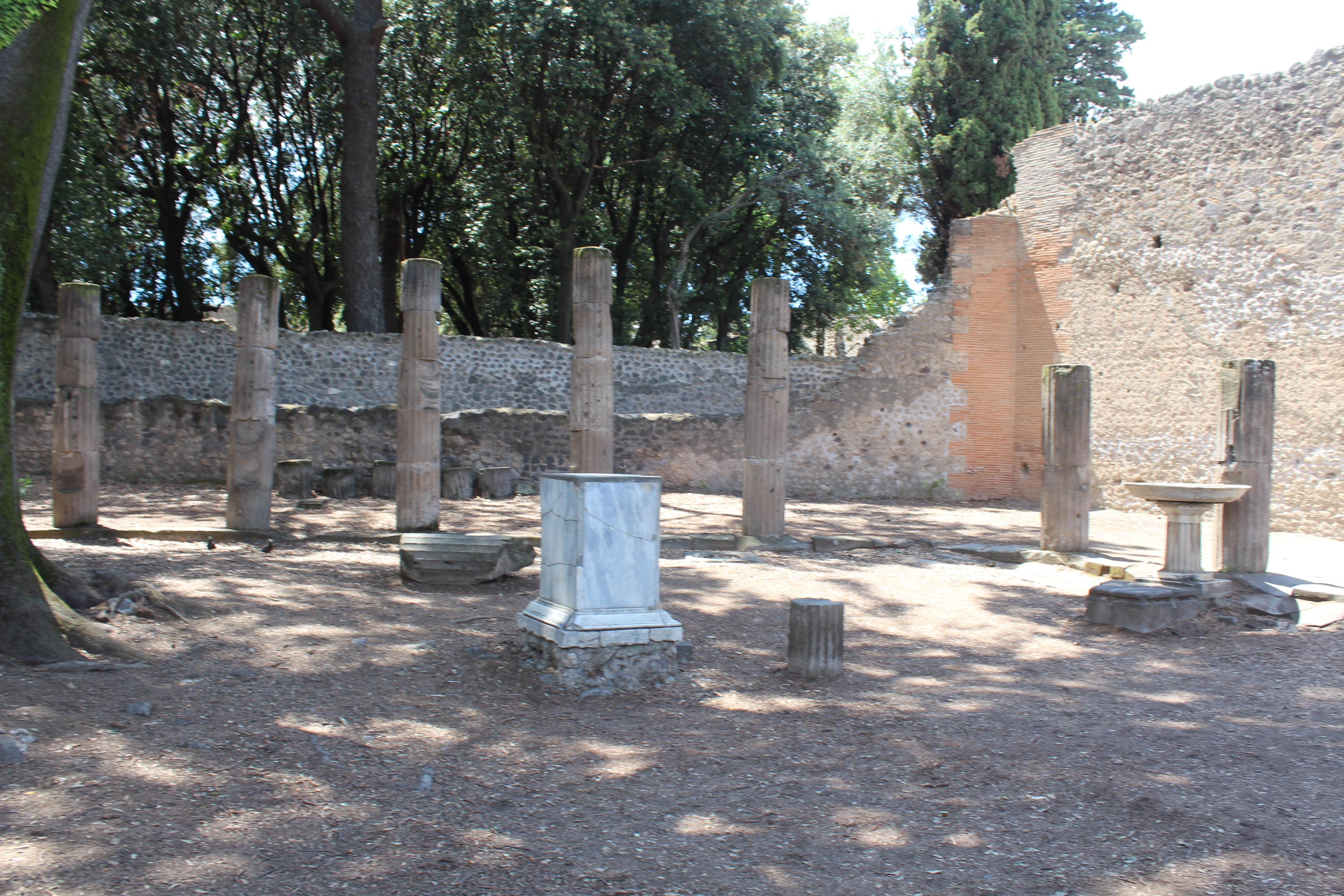
Zona d'accés, on s'aprecien part de la columnata, la font i el pedestal.
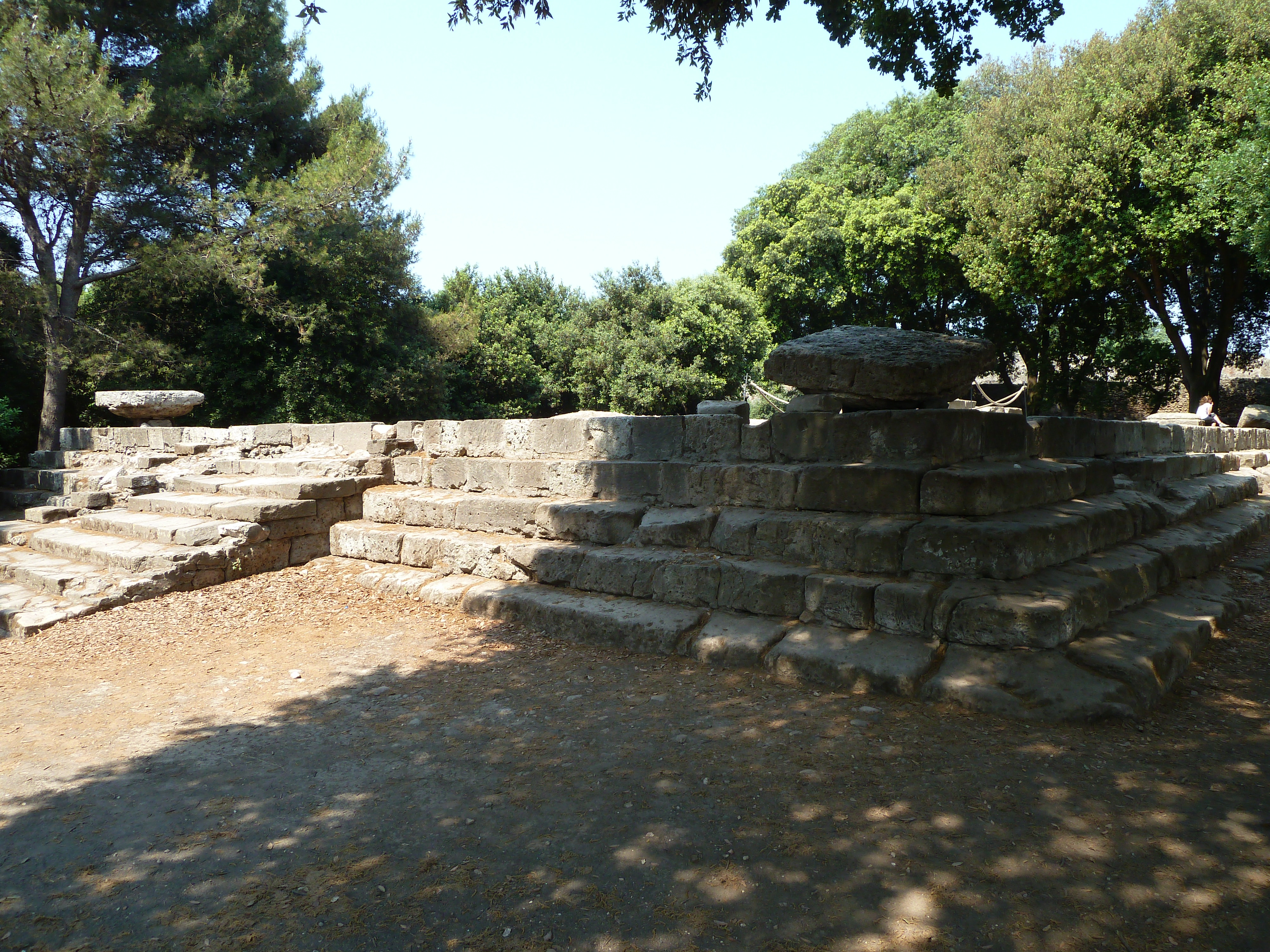
Restes del Temple dòric.
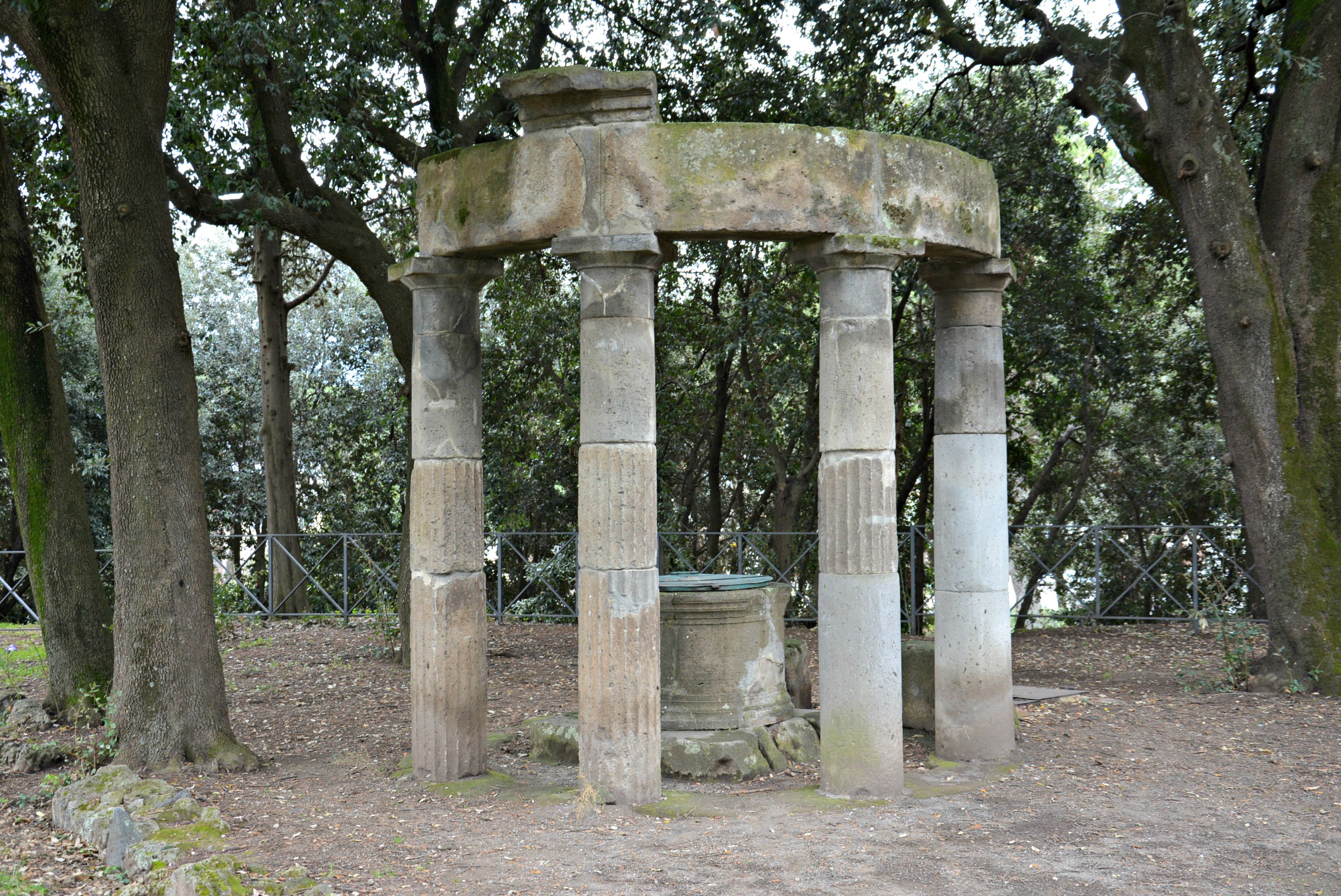
El tolos.